# Ipoides laeta
Ipoides laeta är en insektsart som beskrevs av Evans 1966. Ipoides laeta ingår i släktet Ipoides och familjen dvärgstritar. Inga underarter finns listade i Catalogue of Life.